# 気体
気体（きたい、英: gas）とは、物質の状態のひとつであり、一定の形と体積を持たず、自由に流動し圧力の増減で体積が容易に変化する状態のこと。
「ガス体」とも言う。

## 概要
気体というのは、物質の集合状態のひとつであり、圧縮やズレに対する抵抗が小さく、膨張に対してはまったく抵抗を示すことなく無限に体積を大きくしようとし、体積も形も一定でない状態をこう呼んでいる。
気体は、物質の三態のひとつである。
純粋な気体を構成する粒子は、原子の場合（ネオンなどの希ガス）、同一種類の原子から構成される元素分子の場合（酸素など）、複数種類の原子から成る化合物分子の場合（二酸化炭素など）がある。混合気体は複数の純粋な気体が混じりあったものである。空気もそれ（混合気体）にあたる。
液体や固体との大きな違いは、気体を構成する粒子間の距離が大きい点である。気体粒子の相互作用は電場や重力場のある状態では無視できる程度であり、右図のようにそれぞれの粒子が一定の速度ベクトルを持つ。
気相は液相とプラズマ相の中間にあり、プラズマへと転移する温度が気体の存在する上限温度となる。極低温で存在する量子縮退気体が近年注目を集めている。高密度の原子気体を極低温に冷却したものは、ボース気体またはフェルミ気体と呼ばれる統計的振る舞いを示す。詳しくはボース＝アインシュタイン凝縮を参照。

気相の粒子（原子、分子、イオン）は、電場などがない限り自由に運動する。

気体は液体とともに流体であるが、分子の熱運動が分子間力を上回っており、液体の状態と比べ、原子または分子がより自由に動ける。通常では固体や液体より粒子間の距離がはるかに大きく、そのため密度は最も小さくなる。また、圧力や温度による体積の変化が激しい。構成粒子間でのやりとりが少ないので、熱の伝導は低い。
気体状態では、粒子は自由かつランダムに動く熱運動をしている。また、それを構成する粒子間の引力（分子間力）は働かない。さらにその粒子の大きさ、質量共に気体の体積に比べてはるかに小さい。このために気体の状態では物質の種類を問わずに共通の性質が表れやすい。たとえば同一温度、同一気圧の下では、気体の種類を問わず同一体積中に含まれる分子数は一定である。これをアボガドロの法則という。気体分子の大きさと質量を存在しないものとした仮想の気体のモデルを理想気体といい、気体の基本的性質を示すために扱われる。
臨界温度以下の気相のことを蒸気と呼ぶ。臨界温度以下で気体を圧縮していくと液体へ相転移（一次転移）する。また、ある臨界圧力以下の圧力が物質の飽和蒸気圧と等しくなる点が沸点である。

## 気体の単離
我々は空気中で生活しているため、化学の分野など、気体を成分に分けて扱おうとすると、周囲の空気と混じってしまいやすいため、特別な工夫を必要とする。
- 水溶性で空気より軽い場合は、上方置換で集める。例: アンモニア
- 水溶性で空気より重い場合は、下方置換で集める。例: 二酸化硫黄、塩化水素、塩素、二酸化窒素
- 非水溶性の場合は、水上置換で集める。　　　　　例: 一酸化窒素、窒素、酸素、水素

### 利用
流体なので形を定めることが出来ない。しかし、固体の容器に監禁することで利用する例もある。柔らかな素材に閉じこめれば、体積が弾性的に変形するので、衝撃吸収の可能な素材となる。また熱伝導度が低いため、断熱の効果もある。発泡スチロールでは多数の細かい泡のような形で気体を含んでおり、これらの性質を強く示す。

## 物理的性質

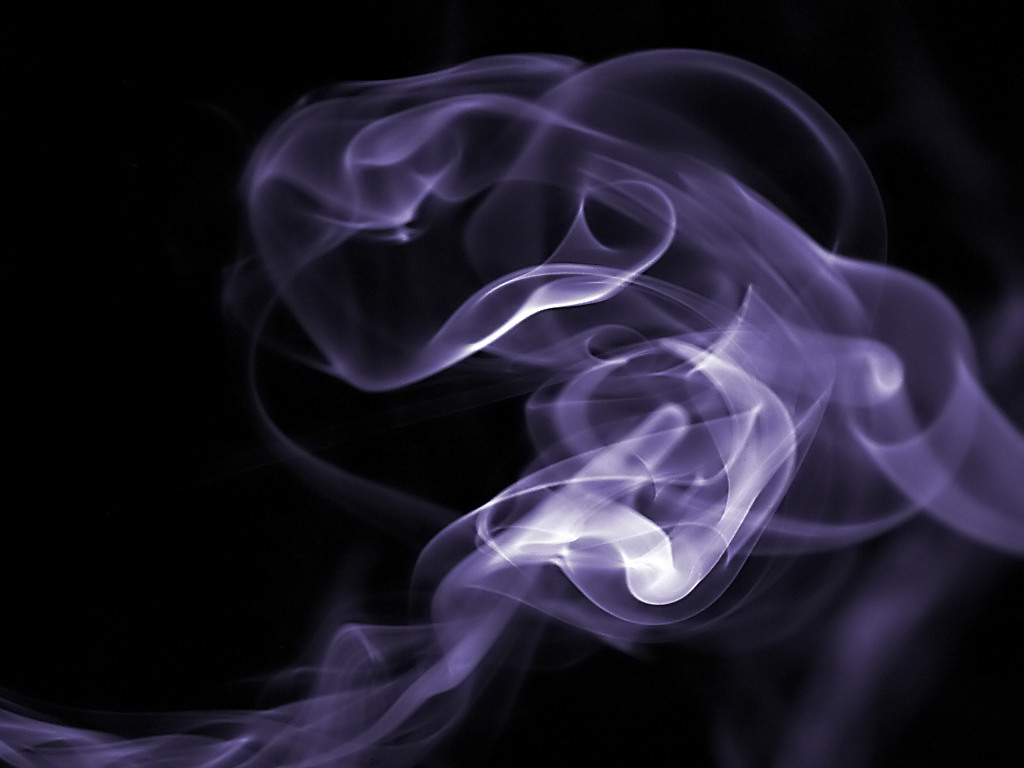
煙が漂う様子から、周囲の気体の動きがある程度わかる。

ほとんどの気体は人間の知覚では観察が難しいため、圧力・体積・温度といった物理的性質と粒子数（物質量）といった性質で表す。これら4つの特性を様々な気体の様々な条件下で計測したのが、ロバート・ボイル、ジャック・シャルル、ジョン・ドルトン、ジョセフ・ルイ・ゲイ＝リュサック、アメデオ・アヴォガドロといった人々である。彼らの研究によって最終的にそれらの特性間の数学的関係が明らかとなり、理想気体の状態方程式となって結実した。
気体粒子は互いに十分離れているため、液体や固体ほど隣接する粒子に影響を及ぼしあうことはない。そのような相互作用（分子間力）は気体粒子の持つ電荷に由来する。同じ電荷は反発しあい、逆の電荷は引き付け合う。イオンでできた気体には恒久的な電荷があり、化合物の気体には極性共有結合がある。極性共有結合の場合、化合物全体としては中性であっても、分子内に電荷の集中する部分が生じる。分子間の共有結合には一時的な電荷もあり、それをファンデルワールス力と呼ぶ。このような分子間力の相互作用はそれぞれの気体を構成する物質の物理特性によって異なる。例えば、イオン結合の化合物と共有結合の化合物の「沸点」を比べるとその違いが明らかとなる。右の写真のようにただよう煙は、低圧の気体がどのように振る舞っているかという洞察を与えてくれる。
気体は他の状態の物質と比較すると、密度と粘度が極めて低い。気体の粒子の運動は圧力と温度に影響される。粒子間の距離と速度の変化は圧縮率で表される。その粒子の距離と速度は屈折率で表される気体の光学特性にも影響する。気体は容器全体に一様に分布するように拡散する。

## 巨視的性質

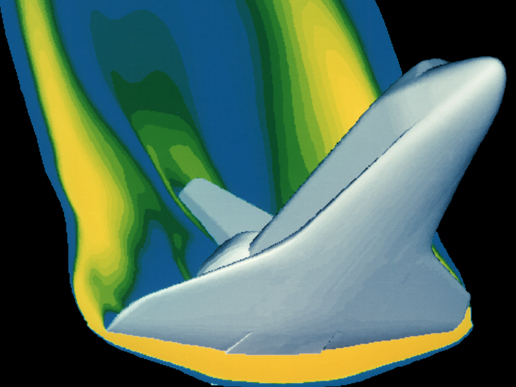
スペースシャトルの大気圏突入のシミュレーション画像

気体を観察する場合、基準となる範囲や長さを指定するのが一般的である。基準となる代表長さが気体粒子の平均自由行程より十分に大きい場合（クヌーセン数が十分に小さい場合）、気体は連続体とみなされ巨視的観点から把握される。その場合、体積の面でも十分な量の気体粒子を標本化できる大きさでなければならない。このような大きさで統計的分析を行うことで、その範囲内のあらゆる気体粒子の平均的動き（すなわち、速度、温度、圧力）を観測できる。対照的に微視的、つまり粒子単位の観察を行う方法もある。
巨視的観点で観測される気体の性質には、気体粒子そのものに由来するもの（速度、圧力、温度）とそれらの環境によるもの（体積）がある。例えばロバート・ボイルは一時期、気体化学を研究していた。彼は気体の圧力と体積の関係について巨視的観点で実験を行った。その実験でJの字形の試験管のようなマノメーターを使い、その管の一端に一定粒子数で一定温度の不活性気体を入れ、さらに水銀を入れて密封した。そして、水銀の量を増やして気体にかかる圧力を増すと気体の体積が小さくなることを見出し、数学的には反比例の関係にあることを発見した。つまり、体積と圧力の積が常に一定になることをつきとめた。ボイルは様々な気体でこれが成り立つことを確かめ、ボイルの法則 (PV = 定数) が生まれた。
気体物性の分析に使用する様々な数学的ツールがある。理想流体についてはオイラー方程式があるが、極限条件の気体では数学的ツールもやや複雑化し、粘性の効果を完全に考慮したナビエ-ストークス方程式などが使われる。このような方程式は対象とする気体の特定の条件を満たすよう理想化されている。ボイルの実験装置は代数学を使って分析結果を得ることを可能にした。ボイルが結果を得られたのは、彼が扱っていた気体が比較的低圧で「理想」的な振る舞いをする状況だったからである。そういった理想的関係は、一般的な条件の計算には十分である。今日の最先端テクノロジーにおいては、気体が「理想」的な振る舞いをしない条件下での実験を可能とする各種装置も設計されている。統計学や多変量解析といった数学が、宇宙船の大気圏再突入のような複雑な状況の解を求めることを可能にしている。例えば、図にあるようにスペースシャトルの大気圏再突入の際の負荷が材料や構造の限界を超えていないことを確認する分析などがある。そのような状況では、気体は理想的には振る舞わない。

### 圧力
圧力を表す記号は "p " または "P " を使い、SI単位はパスカル (Pa=N/m2) である。
気体が何らかの容器に入っているとき、気体の圧力は気体が容器表面に及ぼす単位面積当たりの平均的な力に等しい。その容積の中で気体粒子は直線的に運動していて、容器に衝突して力を及ぼしていると考えれば理解しやすい。その衝突の際に気体粒子から容器に与えられた力の分だけ粒子の運動量が変化する。古典力学では、運動量は質量と速度の積と定義されている。衝突に際して、粒子の速度の壁と垂直な成分だけが変化する。壁に平行な方向に進む粒子の運動量は変化しない。したがって、粒子の衝突によって容器表面にかかる力の平均は、気体粒子の衝突による線運動量の変化の平均に他ならない。より正確には、粒子が容器表面に衝突した際の力の垂直成分の合計を表面積で割った値が圧力となる。

### 温度
温度を表す記号は "T " を使い、SI単位はケルビン (K)である。
気体粒子の速度は、その熱力学温度に比例する。右の動画は、風船内に捕らわれた気体粒子が極低温の窒素に触れることでその速度が遅くなり、風船が縮む様子を示している。任意の物理系の温度はその系（気体）を構成する粒子（原子、分子）の運動と関連している。統計力学では、温度とは粒子内に蓄えられた運動エネルギーの平均を示す測度である。このエネルギーを蓄える方法は、粒子自身の自由度（エネルギーモード）で表される。気体粒子が運動エネルギーを蓄えるのは、衝突によって直線運動、回転運動、振動といった運動エネルギーを得たときである（吸熱過程）。対照的に固体内の分子に熱を加えても振動モードでしかエネルギーを蓄えられず、直線運動や回転運動は結晶構造によって妨げられる。熱せられた気体粒子は粒子同士が一定の割合で衝突することで速度が広範囲に変化しうる。速度の範囲はマクスウェル分布で表される。なお、この分布を想定するということは、その系が熱力学的平衡付近の理想気体だと仮定していることを暗に示している。

### 比体積

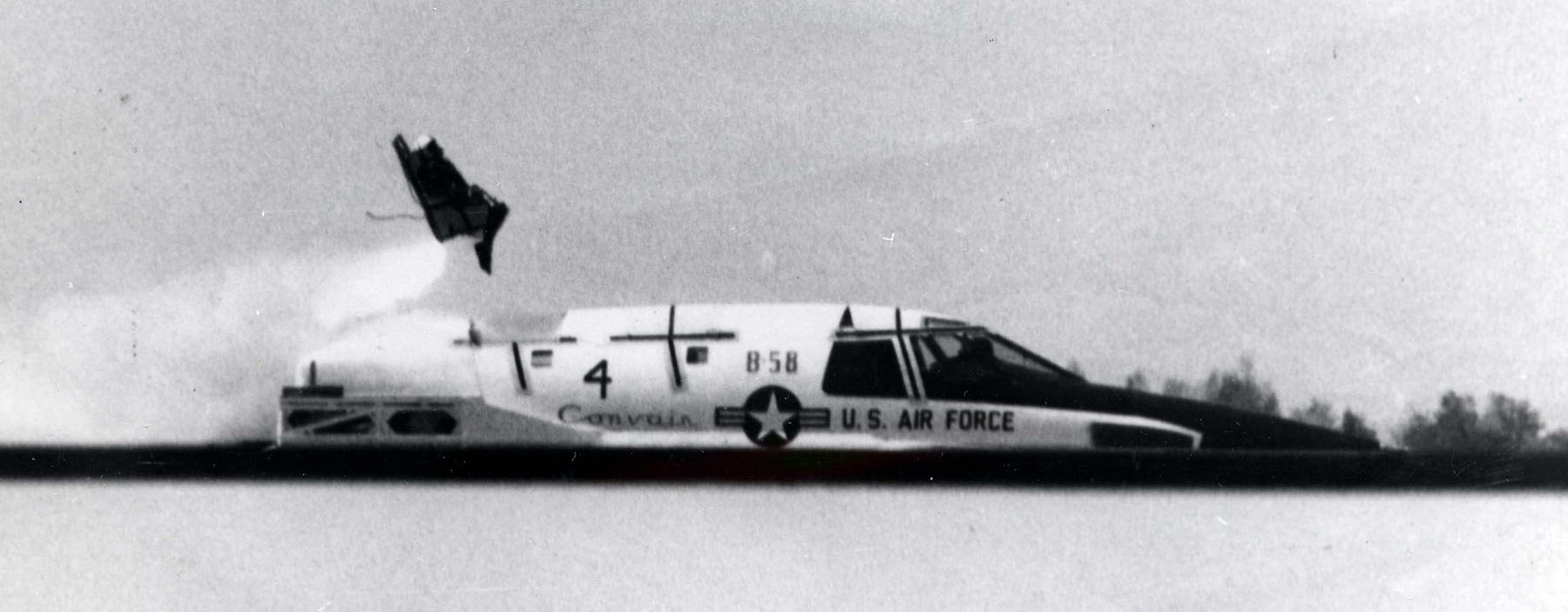
膨張ガスは比体積の変化に関係する。

比体積を表す記号は "v " を使い、SI単位はm3/kg である。体積は記号 "V " で表され、SI単位はm3 である。
熱力学解析においては、示強属性と示量属性を扱うのが一般的である。気体の量に依存する属性（質量や体積）を示量属性、気体の量に依存しない属性を示強属性と呼ぶ。比体積は単位質量の気体が占める体積の比であり、あらゆる平衡系の気体にわたって同一であるため示強属性の例である。プロトアクチニウムの原子1000個がある温度と圧力で占める体積は、他の任意の原子1000個が同じ温度と圧力で占める体積と同じである。気体に比べて圧縮性のない固体の鉄を思い浮かべればわかりやすい。右の写真にあるような射出座席はロケットで推進するが、ロケットは質量を保持しつつ膨張するガスを噴射しており、この際に比体積が増加する。気体はそれを取り囲むどのような容器であっても全体を満たす性質があり、体積は示量属性である。

### 密度
密度は記号 "ρ"（ロー）で表され、SI単位はkg/m3 である。これは、比体積の逆数である。
気体粒子は容器内を自由に動けるため、その質量は一般に密度によって特徴付けられる。密度は質量を体積で割った値である。気体の圧力または体積の一方を一定としたとき、密度は広範囲にわたって変化する。この密度の変化の度合いを圧縮率と呼ぶ。圧力や温度と同様、密度は気体の状態変数の1つであり、任意の過程における密度の変化は熱力学の法則に従う。静止気体においては、密度は容器全体で均一である。つまり密度はスカラー量であり、大きさはあるが方向のない単純な物理量である。気体分子運動論によれば、気体の質量が一定のとき密度は容器の大きさすなわち体積に反比例する。すなわち、質量が一定であれば密度の減少とともに体積が増大する。

## 微視的性質
極めて高倍率の顕微鏡で気体を観察できるとすれば、様々な粒子（分子、原子、イオン、電子など）が決まった形や塊を形成せずに無作為に動いている様子が観察できるだろう。そういった中性の気体粒子が運動の向きを変えるのは、別の粒子と衝突したときか容器の壁と衝突したときだけである。そういった衝突が完全に弾性的だと仮定すると、その気体は理想気体だということになる。このような粒子レベルの微視的観点は気体分子運動論で扱われる。

### 気体分子運動論
気体分子運動論は、気体の巨視的性質を分子構成と分子運動によって説明する。運動量と運動エネルギーの定義を出発点として、運動量保存の法則と立方体の幾何学的関係を使い、系の巨視的性質である温度と圧力を分子ごとの運動エネルギーという微視的属性に対応付ける。この理論によって温度と圧力という2つの属性の平均値が得られる。
この理論はまた、気体系が変化に対してどう反応するかを説明している。例えば、理論上完全に静止した気体が絶対零度から熱せられるとき、その内部エネルギー（温度）が増大する。気体を熱すると、その粒子が速度を増し、温度が上昇する。高温になると粒子速度が上がって単位時間あたりに容器内で発生する粒子の衝突が増える。単位時間あたりの容器表面での粒子衝突回数が増えると、それに比例して圧力も上昇する。

### ブラウン運動
ブラウン運動は、流体内に浮遊する粒子の無作為運動を説明する数理モデルである。気体の拡散は気体分子運動論で説明することもできるし、素粒子物理学でも説明できる。
気体の個々の粒子（原子や分子）を観察するテクノロジーには今のところ限界があり、それらが実際にどのように動いているのかについて理論的計算でしか示せないが、その動きはブラウン運動とは異なる。ブラウン運動では気体分子が問題の粒子と何度も衝突することで頻繁に粒子の向きが変わる。この粒子は一般に原子数百万個から数十億個の大きさであるために衝突しやすく頻繁に向きを変えるのであって、気体分子そのものはそれほど頻繁に衝突しないと考えられる。

### 分子間力

気体が圧縮されると、このような分子間力がより強く働くようになる。

粒子間には引力と斥力が働いており、それが気体の力学に影響を及ぼす。物理化学ではこの力をファンデルワールス力と呼ぶ。この力は粘度や流量といった気体の物性を決定する重要な因子となる。ある条件下ではそれらの力を無視することで、実在気体を理想気体のように扱うことができる。そのような仮定の下では理想気体の状態方程式を使い、解に至る経路を大幅に単純化できる。
そういった気体の関係を正しく把握するには、気体分子運動論を再度考慮する必要がある。気体粒子が電荷や分子間力を持つとき、粒子同士の距離が近いほど互いに影響を及ぼしやすくなる（図のような水素結合もその一例である）。電荷がない場合、気体粒子間の距離が極めて近くなれば、粒子同士の衝突が避けられなくなる。気体粒子間の衝突が増大する別の場合として、体積が一定の気体を熱した場合があり、粒子の速度が高速になる。つまり理想気体の状態方程式は、圧縮によって極めて高圧になった状態や高温によってイオン化した状態では適切な結果を示せない。このとき除外された条件では、気体系内でのエネルギー伝達が発生することに注意が必要である。系内部におけるエネルギー伝達がないことは理想条件などと呼ばれ、その場合エネルギー伝達は系の境界でしか発生しない。実在気体は粒子間の衝突や分子間力を一部考慮する。粒子間の衝突が統計的に無視できる程度なら、理想気体の状態方程式の結果は妥当といえる。一方、気体を極限まで圧縮すると液体のように振る舞い、流体力学で扱うのが妥当となる。

## 単純化モデル
気体の状態方程式は、気体の状態特性を大まかに表し予測するための数理モデルである。あらゆる気体のあらゆる条件下の振る舞いを正確に予測できる単一の状態方程式は今のところ存在しない。従って、特定の温度や圧力の範囲での気体のために多数の状態方程式が生み出されてきた。最もよく論じられている気体のモデルは「完全気体」、「理想気体」、「実在気体」である。これらのモデルは、与えられた熱力学系の分析を容易にするために、それぞれ固有の仮定群を有している。なお、完全気体よりも理想気体、理想気体よりも実在気体の方が対応可能な温度の範囲が広い。右の写真にあるライト兄弟の1903年の初飛行において、気体の状態方程式が設計に重要な役割を果たした。最近では、2009年に初飛行した太陽光発電飛行機ソーラー・インパルスや、商用機としては初めて複合材料を使ったボーイング787も設計に気体の状態方程式を活用している。

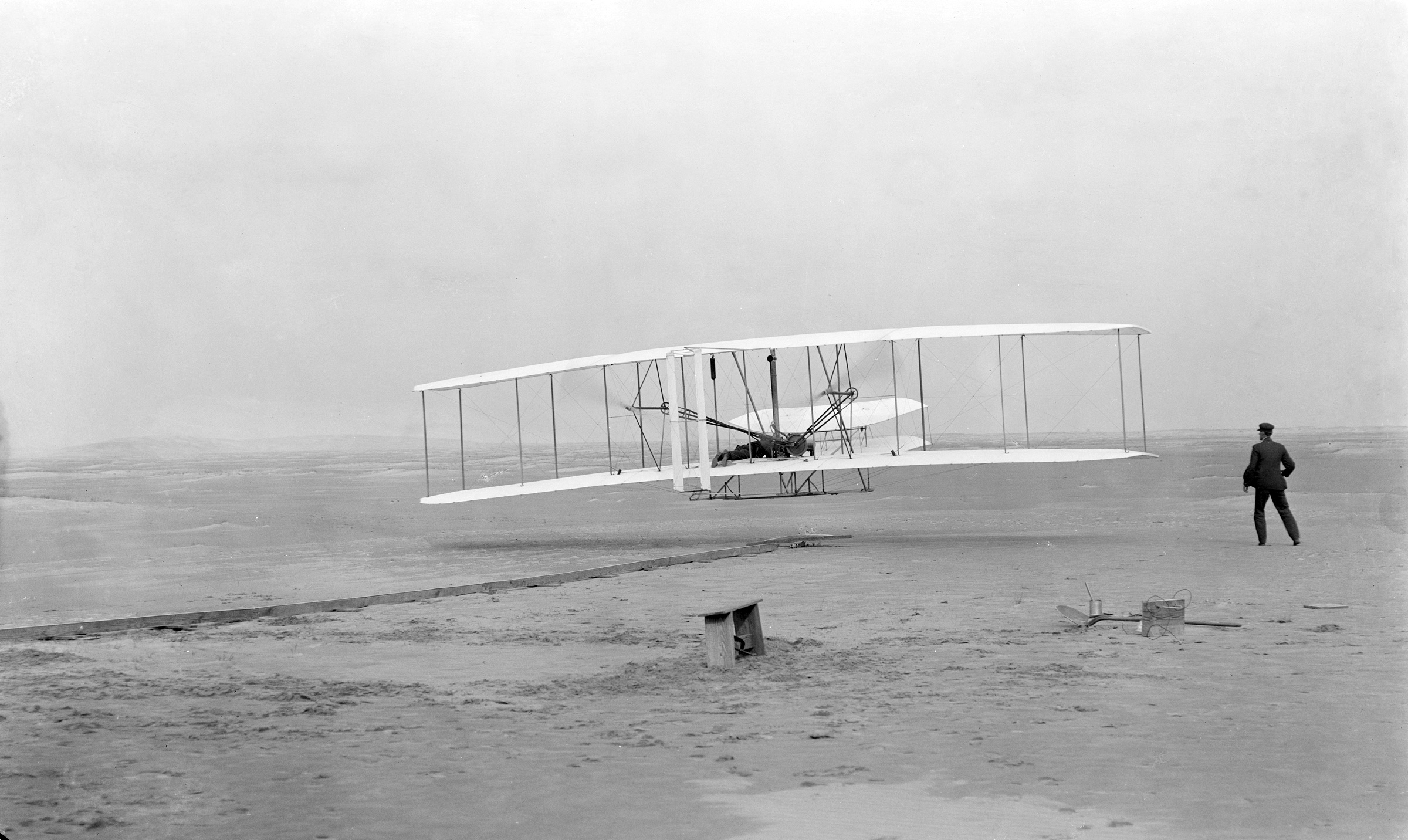
ライト兄弟の初飛行

### 完全気体
完全気体は、分子同士の距離が十分大きいため分子間力が無視でき、かつ分子同士の衝突は弾性的だと仮定したものである。完全気体の状態方程式では、記号 n はモルあたりの物質を構成する粒子数、すなわち物理量である。それ以外の記号は全て上述してきたものが使われる。この関係式は絶対温度と絶対圧力を使ったときのみ成り立つ。
- 化学の場合: PV = nRT
- 気体力学の場合: P = ρRT

気体定数 R は、単位が両者で異なる。化学の場合は n に対応した単位になっており、気体力学では密度 ρ に対応した単位になっている。
完全気体はさらに2種類に分類されるが、両者を区別しない教科書も多い。以下、その2つを簡単に説明する。

#### 熱量的完全
熱量的 (calorically) 完全気体は、温度の観点からは最も制限がきついモデルであり、比熱容量が一定という条件が加えられている（1000 K未満では多くの気体でほぼ成り立つ）。
u = CvT,   h = CpT
ここで u は内部エネルギー、h はエンタルピー である。C は比熱容量であり、Cv は定積比熱、Cp は定圧比熱である。
温度の観点からは最も制限がきついが、制限内では十分正確な予測が可能である。軸流式圧縮機の挙動を Cp を可変として計算した場合と Cp を一定として計算した場合では、その差は非常に小さい。実際、軸流式圧縮機の動作では他の要因が支配的に働き、Cp が可変かどうかよりも最終的な計算結果に与える影響が大きい。それは例えば、圧縮機の先端の隙間の大きさ、境界層、磨耗による損失などである。

#### 熱的完全
熱的 (thermally) 完全気体は、熱力学的平衡状態にあり、化学反応を起こしておらず（化学平衡）、次の式が成り立つと仮定したモデルである。
Cp – Cv = R
この式は比熱容量が温度によって変化したとしても成り立ちうる。さらにもう1つの条件として、内部エネルギー、エンタルピー、比熱容量は温度によってのみ変化する（温度の関数）と仮定する。
u = u (T ),  h = h (T ),  du = CvdT,  dh = CpdT
例えばタービンでは温度はそれほど急激に変動しないため、熱的完全気体モデルが十分活用可能である。比熱容量は変動するが温度に対応して変化するだけであり、分子同士の相互作用は考慮しない。

### 理想気体
理想気体は完全気体を単純化したもので、圧縮率因子 Z が常に1であると仮定する。圧縮率因子を1と仮定することで理想気体の状態方程式が成り立つ。
この近似モデルは工学分野に適しているが、さらに大まかな解の範囲を知るためにもっと単純化したモデルを使うこともある。理想気体の近似モデルが有効な例として、ジェットエンジンの燃焼室の内部状態の計算がある。分子の解離や素反応による排出ガスの計算にも適用可能である。

### 実在気体

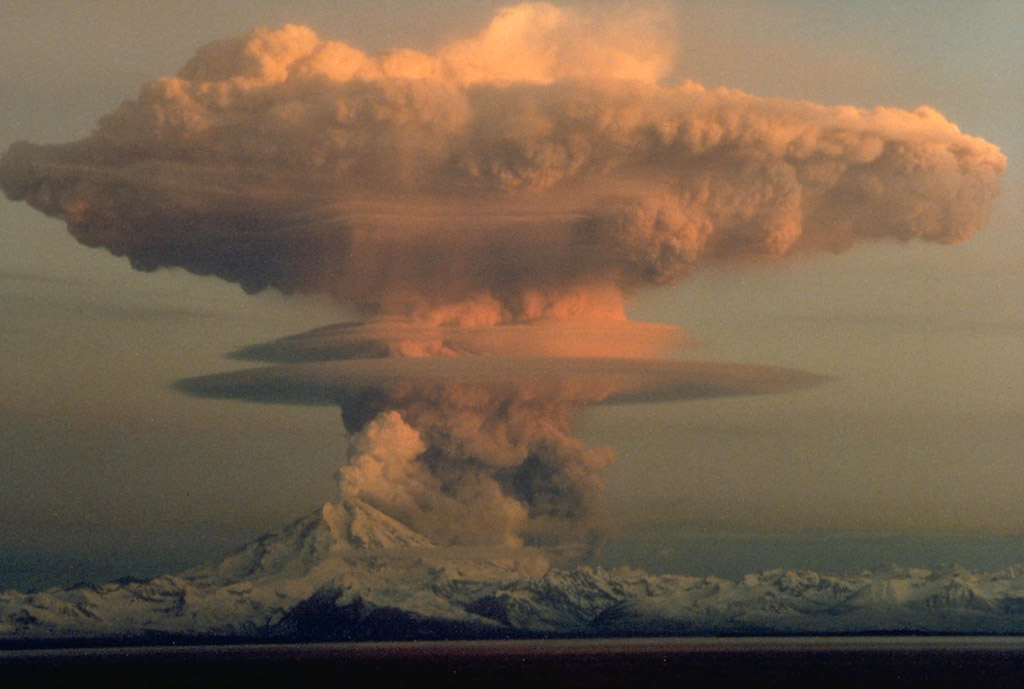
1990年4月21日、アラスカのリダウト山の噴火。実在気体が熱力学的平衡にないことを示す例。

実在気体は、以下のようなことを考慮することで気体の振る舞いをさらに広範囲にわたって説明するモデルである。
- 圧縮率因子 Z は 1 以外の値に変化しうる。
- 比熱容量は温度によって変化する。
- ファンデルワールス力
- 非平衡熱力学的効果
- 様々な構成の分子の解離や素反応を考慮する。

これらを考慮すると問題の解法が複雑化する。気体の密度が圧力に比例して大きくなると分子間力も気体の挙動に影響を与えるようになり、理想気体モデルでは妥当な結果が得られなくなる。内燃機関の温度の上限あたり（1300 K）では、複雑な燃料の分子が振動や回転の形で内部エネルギーを蓄え、その比熱容量は単純な二原子分子や希ガスのそれとは大きく異なる値になる。さらにその2倍の温度になると、電子の励起と気体粒子の解離が起きはじめ、粒子数が増えることで圧力にも影響が出る（気体からプラズマへの相転移）。最終的にあらゆる熱力学的過程は、ある確率分布に従った速度をもつ一様な気体として解釈される。非平衡状態を扱うということは、解を求められるような形で流れの場を扱うことを意味している。理想気体の法則を拡張しようとする最初の試みの1つは、状態方程式を pV n = 定数 と変形し、n を比熱比 γ などに依存した変数としたことである。
多くの場合、実在気体モデルを使った分析は過大である。実在気体モデルが分析に役立った例としては、極めて高温高圧になるスペースシャトルの大気圏再突入や、1990年に噴火したリダウト山でのガス発生のシミュレーションなどがある。

## 気体の法則

### ボイルの法則

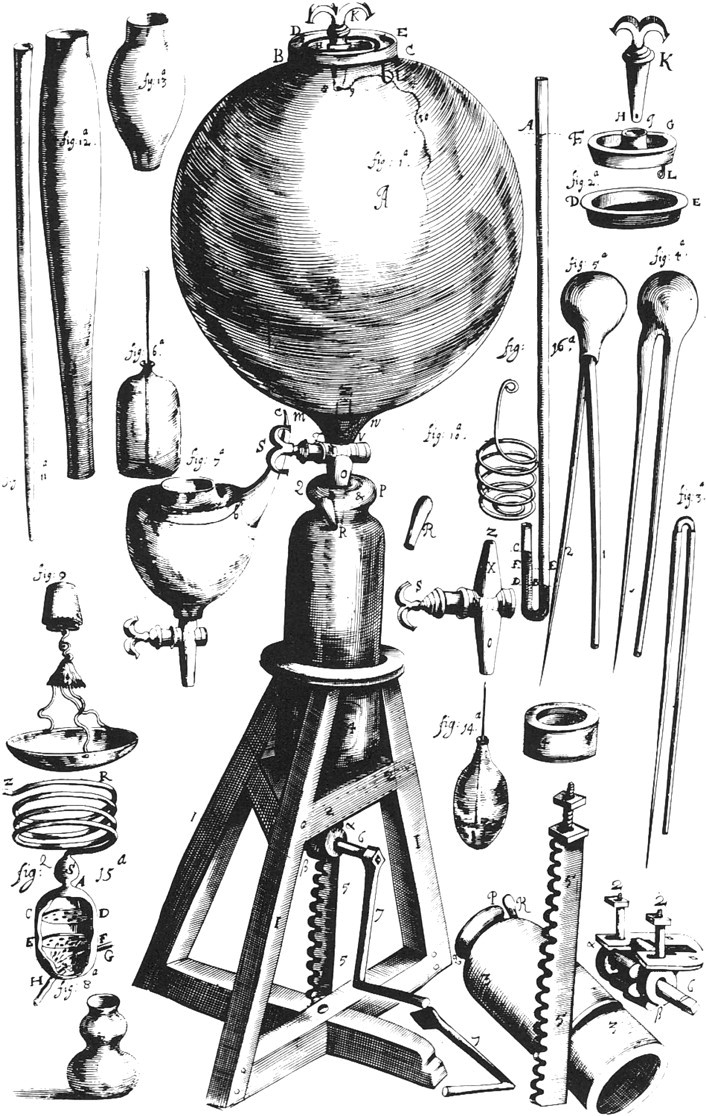
ボイルの実験装置

ボイルの法則は気体の状態を表した最初の公式である。1662年、ロバート・ボイルは一端が閉じてあるJの字形の試験官を使った一連の実験を行った。一定量の空気を閉じてある短いほうの端に詰め、水銀で蓋をする。閉じ込めた気体の体積を注意深く計測し、さらに水銀を追加する。気体の圧力は水銀の両端の水位の差から計測できる。このような実験からボイルは「気体の体積は圧力と反比例する」と結論付けた。ボイルの実験装置の図には、ボイルが気体の研究に使った珍しい器具が描かれている。

### シャルルの法則
1787年、フランスの物理学者で気球で知られるジャック・シャルルは、酸素、窒素、水素、二酸化炭素、空気といった気体が80ケルビンの温度差で体積が等しく膨張することを発見した。
1802年、ジョセフ・ルイ・ゲイ＝リュサックはより広範囲の実験を行って同様の結果を得、気体の体積と温度に正比例の関係があることを発表した。ゲイ＝リュサックはシャルルの業績を引用し、その法則にシャルルの名を付けた。なお、その前年にジョン・ドルトンが分圧に関するドルトンの法則を発表している。

### アボガドロの法則
1811年、アメデオ・アボガドロは体積の等しい純粋な気体は同じ個数の粒子を含んでいることを発見した。その理論はしばらく受け入れられなかったが、1858年にイタリアの化学者スタニズラオ・カニッツァーロがアボガドロの理論を使って理想的でない例外状態を説明したことから受け入れられるようになっていった。アボガドロの法則の発見から約1世紀後、12グラムの 12C を構成する原子数 (6.022×1023 mol−1) をアボガドロ定数と呼ぶようになった。この量の気体はある温度と圧力の下で22.40リットルの体積を占め、これをモル体積と呼ぶ。

### ドルトンの法則

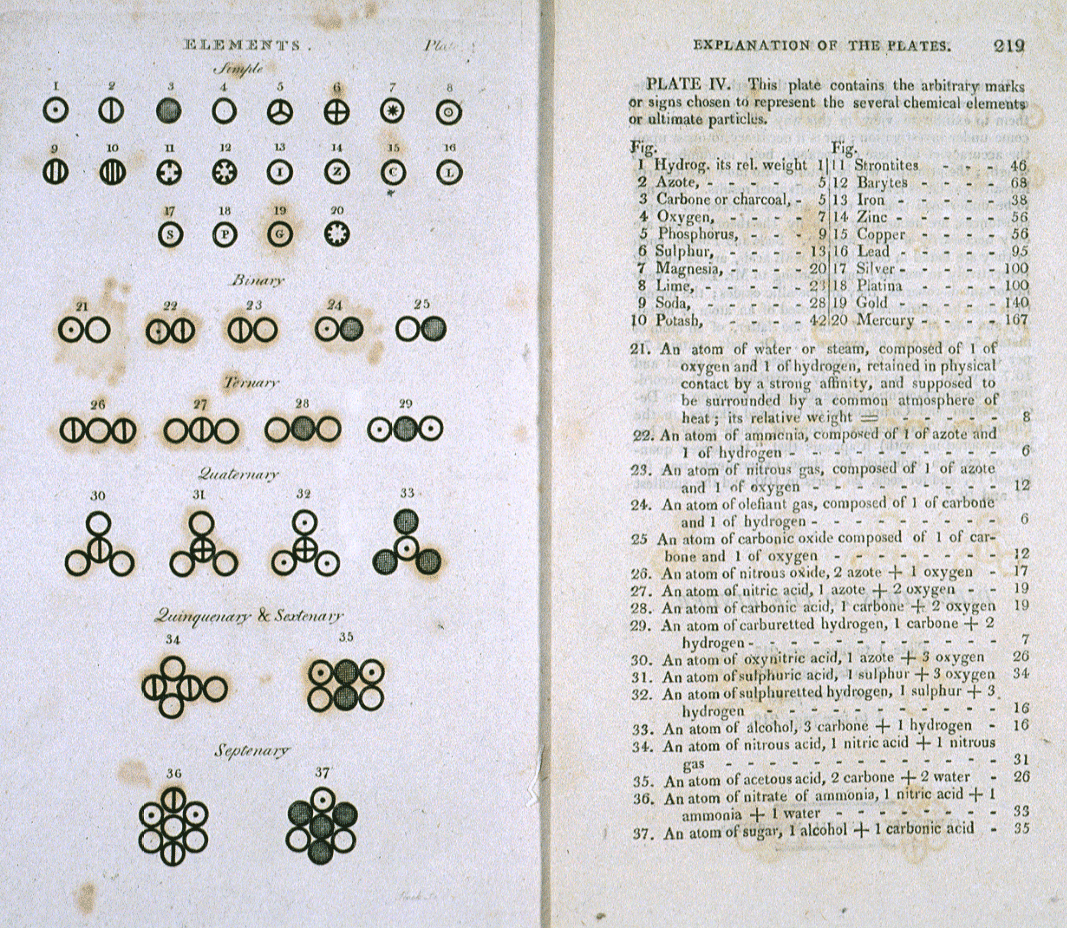
ドルトンの記法

1801年、ジョン・ドルトンは理想気体の分圧に関するドルトンの法則を発表した。すなわち、混合気体の圧力はそれを構成する個々の気体の圧力の総和だという法則である。n 種の気体があるとしたとき、この法則は次の式で表される。
Ptotal = P1 + P2 + ... + Pn
右の図はドルトンが実験を記録する際に使った記号群を示している。ドルトンの論文には不活性の「弾性流体」（気体）の混合について次のような記述がある。
- 液体とは異なり、重い気体であっても混合の際に下に溜まるということがない。
- 気体の粒子の違いは最終的な圧力に対して全く影響しない（個々の粒子の大きさや質量は無視できるかのように振る舞う）。

## その他

### 圧縮率

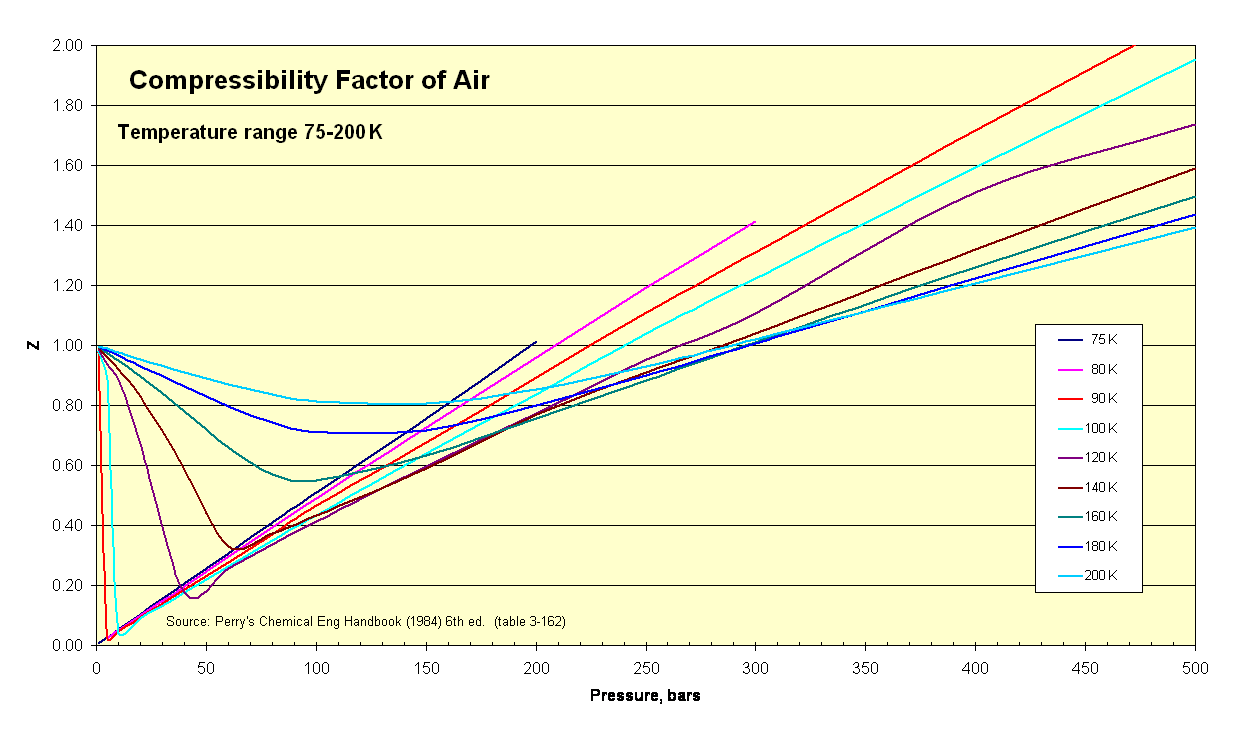
空気の圧縮率因子

熱力学ではこの因子 (Z ) を使って理想気体の方程式を圧縮率を考慮した実在気体のそれに変換する。この因子は現実の比体積と理想気体の比体積の比で表される。「ファッジ係数」の一種ともされ、理想気体の法則を実際の設計などに応用できる範囲を広げる役目を持つ。通常（常温、常圧）、Z の値はほぼ1である。Z 線図は、極低温の範囲でのZ の変化を示したグラフである。

### レイノルズ数
流体力学では、レイノルズ数は慣性力 (vsρ) と粘性力 (μ/L ) の比である。流体力学における重要な無次元数の1つであり、他の無次元数と組み合わせて使い、力学的類似性を決定する基準を提供する。そのため、設計の際の模型での結果と実物大の実際の条件との関係をレイノルズ数だけで表すことができる。また、流れの特性値としても使うことができる。

### 粘度

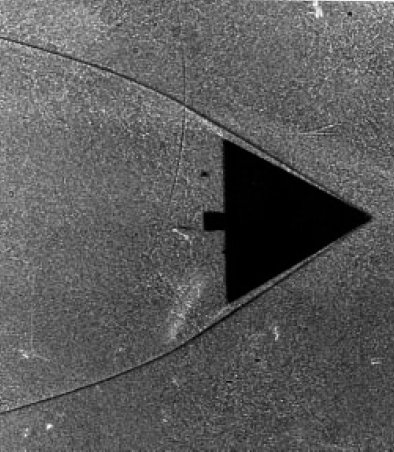
風洞でのデルタ翼の実験。翼の先端で気体が圧縮されることで屈折率が変化するため、このような影の形になる。

粘度は流れにくさを示す流体の物性の一つであり、せん断変形速度に依存する。液体はせん断力を加えられたとき常に流動するが、その速度に応じて抗力が生じる。気体は液体に比べて粘性が低く、粘性なしとして扱われることも少なくない。気体が全く粘度も持たないとすると翼の表面に固着することはなく、境界層は形成されない。デルタ翼の研究においてシュリーレン写真を使い、気体粒子が互いにくっつきあう現象があることが確認された。

### 乱流
流体力学において乱流とは、無秩序かつ確率的に変化する特性を持つ流れの状態である。乱流は運動量の拡散が小さく伝達量が大きく、流れの圧力や速度が時間や空間と共に急激に変化する。

### 境界層
気体粒子は気体中を移動する物体の表面にくっつく性質を持つ。そのような粒子の層を境界層と呼ぶ。物体表面に粒子がくっつくのは基本的には摩擦が原因である。すると、物体と境界層を合わせた部分が一緒に気体内を移動する形状を形成する。境界層を物体表面からはがすには、形状を変化させ流れの経路を完全に変えればよい。古典的例として、航空機の失速は境界層の剥離が原因である。右上のデルタ翼の写真では、右から左に気体が流れるのに伴って境界層が翼の先端に沿って厚くなっていく様子が見られる。

### 最大エントロピー原理
自由度が無限大に近づくにつれて、系は極めて多様性が高い「巨視的状態 (macrostate)」となる。例えば、冷凍した金属棒の表面の温度を観測し、サーモグラフィ映像で表面の温度分布を見てみればよい。ある時点の温度分布観測によって「微視的状態 (microstate)」が得られ、時間をおいて何度も温度分布を観測することで一連の微視的状態が得られる。この微視的状態の履歴から、それらを全て1つの分類に属する巨視的状態を選ぶことが可能である。

### 熱力学的平衡
ある系でエネルギー伝達がなくなるとき、その状態を熱力学的平衡と呼ぶ。通常、この状態では系とその周辺は同じ温度となっていることを前提としており、熱の移動が起きない。さらに外部からの力も釣り合いがとれており（体積が変化しない）、系内の全ての化学反応も完了している。温度、外力、化学反応というこれらの条件がどういう順番で成立するかは系によって様々である。氷を入れた容器を室温の中に置くと氷が融けきるのに数時間かかるが、半導体においてデバイスにかかる電源をON/OFFすることで発生する熱伝達は数ナノ秒のオーダーで変化するかもしれない。

## 語源
ガス (gas) という言葉はヤン・ファン・ヘルモントが考案したもので、"chaos"（カオス） のオランダ語読みを改めて文字にしたものと見られている。
当初は凝縮しないものをガス、するものを蒸気と区別していて、『ロウソクの科学』（1861年発行）の第二講冒頭部には蝋の蒸気の説明の際に註釈で「あなたは蒸気とガスの違いについて学ぶ必要があります、ガスは永久的（に気体）ですが蒸気は凝縮します。（原文：You must learn the difference between a gas and a vapour: a gas remains permanent, a vapour is something that will condense.）」という文が書かれている。ただし現在は臨界点を下回ればすべての気体に凝縮が起きることが分かっているので、この定義は無意味になっている。